# Kari Løvaas
Kari Løvaas (Skien, 13 de mayo de 1939-Zúrich, Suiza, 30 de abril de 2025) fue una soprano noruega que hizo una carrera internacional fuera de Escandinavia, usando generalmente la versión alemana de su nombre: Kari Lövaas.  
Actuó en festivales internacionales como el Festival de Salzburgo y el Festival de Lucerna, los dos en ópera y en concierto. Participó en grabaciones enteras de óperas que son raramente actuadas, incluso obras de Haydn y compositores del siglo XX. También ha grabado el lied y aparecido regularmente en conciertos corales. 

## Carrera artística
Creció en Brekkeparken, Skien, donde dio una de sus primeras actuaciones. En 1955, cuando tenía 16 años, fue admitida en el Conservatorio de Música de Oslo para estudiar bajo la tutela de Ingeborg Vorbeck. Hizo su debut de ópera como Nuri en Tiefland de Eugen d’Albert en su estreno al Teatro Nacional de Ópera y Ballet de Noruega el 16 de febrero de 1959. Recibió el papel por recomendación de Kirsten Flagstad, que también lo había cantado en su debut. Después, a Løvaas le fue ofrecido el papel de Pamina en La flauta mágica de Mozart en el Teatro de Ópera de Noruega, por lo que apareció en dos producciones.
Después de su actuación en el papel de Pamina, recibió una beca gubernamental y viajó a Viena, donde estudió en la Universidad de Música y Arte Dramático de Viena de 1960 a 1963.
Tuvo una posición permanente en la Ópera de Dortmund (1963/1964), seguido por el Teatro Estatal de Maguncia (hasta 1966). Luego, tuvo papeles como invitada en varias óperas escandinavas, incluso en Oslo en 1966. Actuó en grandes teatros de ópera de Europa y en festivales internacionales. En el Festival de Salzburgo, apareció en 1969 en el papel de Marianne Leimetzerin en El caballero de la rosa de Richard Strauss, y en 1970 en el papel de Barbarina en Las bodas de Fígaro de Mozart que fue producida por Günther Rennert y conducida por Karl Böhm.
El 20 de agosto de 1973, interpretó una de las sybils en el estreno de De temporum fine comœdia de Carl Orff en el Festival de Salzburgo, fue conducida por Herbert von Karajan. La presentación fue grabada. El mismo año, cantó el solo soprano de Petite Messe Solennelle de Rossini en el Münchner Festwochen y el Festival de Lucerna con Wolfgang Sawallisch, actuando como pianista y dirigente junto a Brigitte Fassbaender, Peter Schreier y Dietrich Fischer-Dieskau. La presentación se había grabado en años anteriores en la Abadía de Baumberg.
En 1973, apareció en su primer papel de Wagner como Sieglinde en La valquiria en el Teatro de Ópera de Zúrich. Interpretó el papel de Forzana en una presentación de Las hadas de Wagner, que Sawallisch dirigió y que fue grabada en el Festival de Ópera de Múnich. También actuó en festivales de Viena y Bergen, el festival de Ludwigsburg, el de Schwetzingen y varios festivales y óperas de Estados Unidos, Australia y Japón. 
Ha cantado en numerosos papeles de ópera, incluido Eurídice en Orfeo y Eurídice de Gluck, Micaela en Carmen de Bizet, Tatjana en Eugenio Onegin de Chaikovski, y Mimi en La bohème de Puccini. También ha interpretado canciones de Bach, Handel, Mozart, y Beethoven. Cantó regularmente como una solista en conciertos con la Asociación de Cantantes Vieneses, conducidos por Walter Hornsteiner, como Misa en si menor de Bach en la Abadía de Reichersberg, El libro de los siete sellos en la Abadía de Niederaltaich, y Te Deum en la Catedral de San Esteban.
En grabaciones de óperas enteras, interpretó algunos papeles en obras raramente grabadas. En 1971, interpretó el papel de Louise en Die Opernprobe de Lortzing, conducida por Otmar Suitner. Cantó óperas de Haydn con Antal Doráti, Diana en La fedeltà premiata en 1975 y la baronesa Irene en La vera costanza un año después. Un crítico escribió de su presentación de una aria dramática en La vera costanza que —demuestra su alcance excelente e instinto para la combustibilidad teatral—.
Interpretó el papel de Laura en Die dre Pintos de Weber, conducida por Gary Bertini, en 1976, e interpretó el papel titular en Vom Fischer und syner Fru de Othmar Schoeck, dirigida por Heinz Wallberg, en 1977. Interpretó el papel de Die Rothaarige en Peer Gynt (1981) de Werner Egk, dirigida por Heinz Wallberg; y el de Iole en la película Hércules (1984) con Lou Harrison, dirigida por Dieter Hauschild. Grabó Lieder de Grieg, Sibelius, y Richard Strauss con la Orquesta Sinfónica de Berlín. También grabó la versión orquestal de Siete canciones tempranas de Alban Berg con la Orquesta NDR conducida por Herbert Blomstedt.
Vivió en Suiza durante los años 90.